# Réserve de biosphère intercontinentale de la Méditerranée

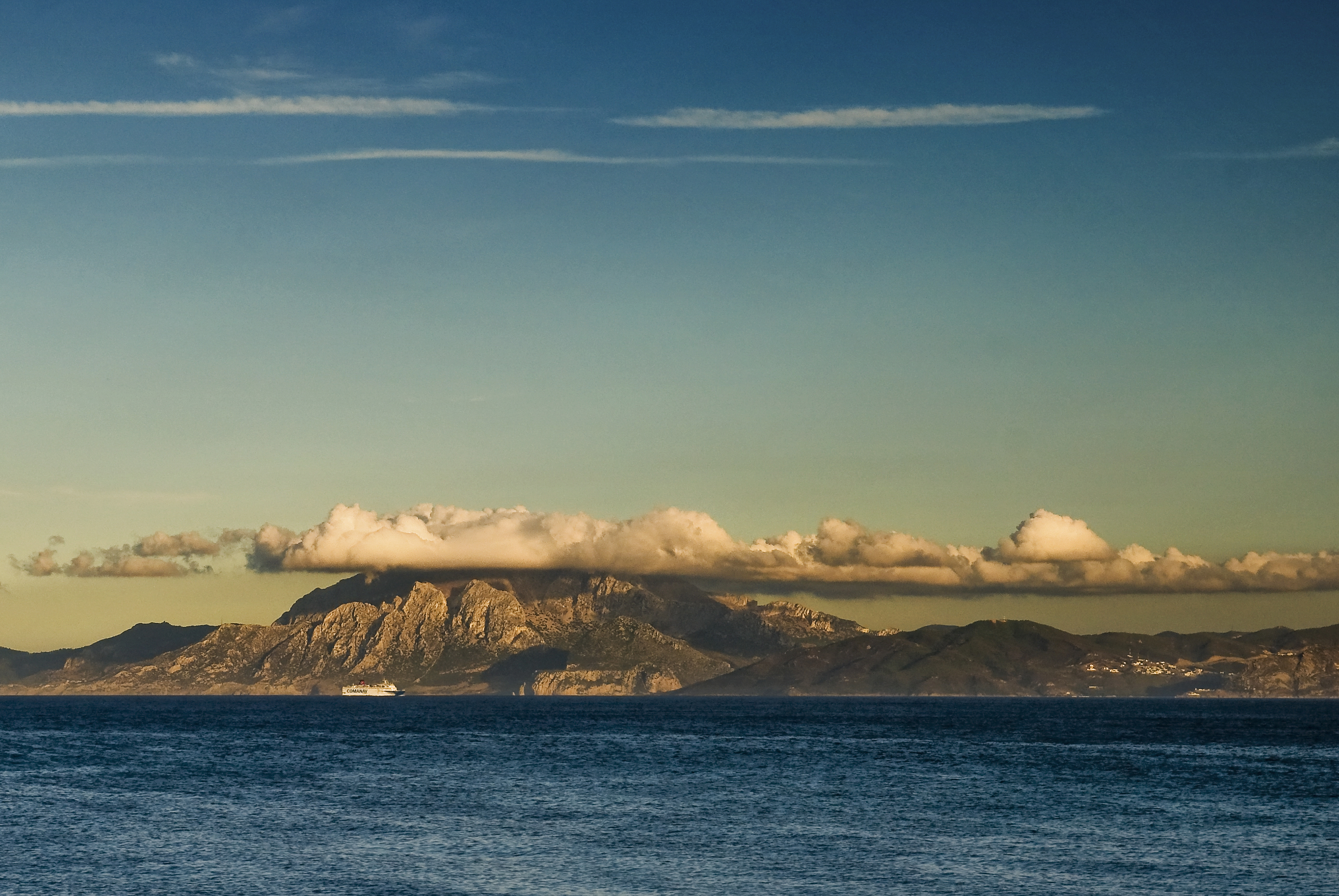
Vue des côtes marocaines depuis la ville de Tarifa en Espagne

La réserve de biosphère intercontinentale de la Méditerranée (RBIM) est une réserve de biosphère transfrontière située entre le sud de l'Espagne et le nord du Maroc reconnue par l'Unesco le 25 octobre 2006.
La réserve est située au niveau du détroit de Gibraltar et incorpore une partie de la mer Méditerranée. Ainsi, elle est la première réserve de biosphère reliant deux pays séparés par une mer. 

## Géographie
Côté marocain, la réserve se situe dans le pays Jbala, correspondant à la région de Tanger-Tétouan-Al Hoceïma. Elle chevauche une grande partie de la province de Chefchaouen et divers espaces de la wilaya de Tétouan ainsi que des provinces de Fnideq, Fahs-Anjra et Larache. Elle englobe le parc national de Talassemtane, le parc Jbel Bouhachem, le Jbel Moussa, la lagune de Smir, l’oued Tahaddart.
Côté espagnol, la réserve est localisée dans les provinces de Cadix et de Malaga en Andalousie. Elle est issue de la réunion de deux réserves de biosphère préexistantes : Sierra de Grazalema et las Nieves. Les autres territoires ajoutés à cette fusion sont le parc naturel du détroit et le parc naturel de Los Alcornocales (es), les sites naturels de Los Reales de Sierra Bermeja (es), Sierra Crestellina (es), Desfiladero de los Gaitanes (es) et Playa de Los Lances (es) ainsi que les monuments naturels Duna de Bolonia (es), Pinsapo de las Escaleretas (es) et Cañón de las Buitreras (es).
Surfaces :
- Surface totale de la réserve : 894 134,75 ha
- Aire centrale : 86 251,37 ha (dont Espagne : 21 651,37 ha et Maroc : 64 600 ha)
- Zone tampon : 633 654,95 ha (dont Espagne : 351 154,95 ha et Maroc : 282 500 ha)
- Zone de transition : 174 228,43 ha (dont Espagne : 50 728,43 ha, Maroc : 123 500 ha et espace maritime : 18 854,7 ha)

## Gestion
Organismes gestionnaires :
- Direction régionale des Eaux et forêts du Rif (Maroc),

- Le Conseil de l'Environnement, Ministère de l'Environnement (Espagne).